# São Pedro da Aldeia
La ciudad de São Pedro da Aldeia es un municipio del estado de Río de Janeiro. Se encuentra a una latitud de 22°50'21" sur y longitud de 42°06'10" oeste. Su población estimada según el IBGE en 2013 es de 93.659 habitantes. Tiene una superficie de 358,66 km².
Se trata de uno de los principales centros de interés histórico y cultural, cuya historia se entrelaza con la trama nacional y también del Estado de Río de Janeiro. Alberga monumentos de gran importancia como la Casa da Flor, que fue galardonado con el premio Culturas Populares por la Secretaría de la Identidad y la Diversidad Cultural / Ministerio de Cultura en 2007, y las iglesias construidas por los padres fundadores de la aldea, como la Iglesia Matriz de San Pedro.
En esta ciudad se encuentra la Estación Aérea Naval de São Pedro da Aldeia, única de su tipo en el país, sede de la Fuerza Aeronaval de la Armada de Brasil, jugando un papel importante en la defensa nacional. La base de São Pedro alberga el Museo de la Aviación Naval, único de su tipo en Brasil.